# Orna Barbivai
Orna Barbivai (en hébreu : אורנה ברביבאי), née le 5 septembre 1962 en Israël, est une général (Alufa en hébreu) de l'armée de défense d'Israël, et une femme politique israélienne. 
Elle est la première femme à accéder à ce grade, le deuxième grade le plus important après celui de chef d'état-major, et la seconde à intégrer l'état-major. De 2019 à 2021 puis de 2022 à 2023, elle est députée à la Knesset et, de 2021 à 2022, ministre de l'Économie dans le gouvernement Bennett-Lapid.

## Biographie

### Jeunesse et formation
Orna Barbivai est la fille d'un émigré roumain et d'une émigrée irakienne étant arrivée en Israël très jeune. Elle est diplômée d'une licence en sciences humaines, obtenue à l'université Ben Gourion du Néguev, et d'une maîtrise en administration des affaires de l'université de Derby,.
Le mari d'Orna Barbivai est également un officier de Tsahal, avant de partir en retraite. Elle le décrit d'ailleurs comme un de ses atouts. Orna Barbivai, qui a trois enfants, a une fille menant aussi une carrière d'officier dans l'armée israélienne, mais contrairement à sa mère dans la marine.

### Carrière militaire
Servant dans l'armée israélienne depuis plus de trente ans, Orna Barbivai a été pendant de nombreuses années à la tête des ressources humaines au sein du commandement des forces terrestres. Sur proposition du chef d'état-major, Benny Gantz, et avec l'approbation du ministre de la Défense, Ehud Barak, elle est nommée, en 2011, général (Aluf dans le système des grades de l'armée israélienne), le deuxième grade le plus important après celui de chef d'état-major. Barbivai est ainsi la première femme à accéder à ce rang et la deuxième à intégrer l'état major. La même année, elle est nommée à la tête de la Branche des ressources humaines de Tsahal, en remplacement du général Avi Zamir, parti en retraite après 35 ans de service.
En réaction à cette nomination historique, Tzipi Livni, affirme qu'il n'y « a pas de rang trop lourd pour les épaules d'une femme, et il n'y a pas de doute que le général Barbivai a été nommé en raison de ses talents » tandis qu'Orna Barbivai, elle-même, expliquait qu'elle était « fière d'être la première femme à devenir général et de faire partie d'une organisation dans laquelle l'égalité est un principe central ».
Elle part à la retraite en 2014.

### Carrière politique
Le 1er janvier 2019, Orna Barbivai annonce son entrée en politique et qu'elle sera présente sur la liste du parti Yesh Atid aux élections législatives d'avril 2019. Yaïr Lapid, le chef du parti, promet que s'il est amené à former le prochain gouvernement, Orna Barbivai aura un ministère important. Elle est en dixième position sur la liste de la coalition Bleu et blanc. Elle est élue le 9 avril et prête serment le 30 du même mois.
Le 13 juin 2021, elle devient ministre de l'Économie dans le gouvernement de Naftali Bennett.

## Décorations
- Médaille de campagne de la guerre du Liban
- Médaille de campagne de la deuxième guerre du Liban